# 愛はめぐり逢いから
「愛はめぐり逢いから」（あいはめぐりあいから）は、南沙織通算21枚目のシングル。1976年11月21日発売。発売元はCBS・ソニー。

## 解説
田村正和、秋吉久美子が出演したTBS系テレビドラマ『結婚するまで』主題歌。
本人は当時この曲があまり好きではなく、テレビ等でもほとんど歌わなかったらしいが、のちに同曲を改めて聴いた感想として「いい曲だと思いました。（当時は）間違っていました。」と語っている。

## 収録曲
1. 愛はめぐり逢いから（3:28）
  - 作詞: 岡田冨美子、作曲・編曲: 林哲司
  - TBS系テレビドラマ「結婚するまで」テーマソング
2. Good-bye My Yesterday（4:11）
  - 作詞: 竜真知子、作曲・編曲: 林哲司

## 収録作品（LP・CD）
- 愛はめぐり逢いから

シンシアのハーモニー
シンシア・ラブ
THE BEST / 南沙織 -1978年6月版-
THE BEST / 南沙織 -1978年11月版-
THE BEST / 南沙織 -1979年11月版-
南沙織ベスト Recall 〜28 SINGLES SAORI + 1〜
Cynthia Memories
GOLDEN J-POP/THE BEST 南沙織
CYNTHIA ANTHOLOGY
ドーナツ盤型12cmCDコレクション
Cynthia Premium
GOLDEN☆BEST 南沙織 コンプリート・シングルコレクション
ゴールデン☆アイドル 南沙織
CYNTHIA ALIVE
- Good-bye My Yesterday

Cynthia Memories
GOLDEN J-POP/THE BEST 南沙織
CYNTHIA ANTHOLOGY
ドーナツ盤型12cmCDコレクション
Cynthia Premium
ゴールデン☆アイドル 南沙織
CYNTHIA ALIVE